# Muscle sous-occipital
Le groupe des muscles sous-occipitaux est un sous-ensemble des muscles épaxiaux situés dans la zone profonde de la nuque et situés sous l'os occipital.
Ce sont les quatre muscles pairs nommés :
- Le muscle grand droit postérieur de la tête qui va de l'apophyse épineuse de l'axe (C2) à l'os occipital.
- Le muscle petit droit postérieur de la tête qui va du milieu de l'arc postérieur de l'atlas à l'os occipital.
- Le muscle oblique supérieur de la tête qui va de l'apophyse transverse de l'atlas à l'os occipital.
- Le muscle oblique inférieur de la tête qui va de l'axis à l'atlas.

Le muscle grand droit postérieur de la tête, le muscle oblique supérieur de la tête et le muscle oblique inférieur de la tête forment les limites du triangle sous-occipital.

## Innervation
Les muscles sous-occipitaux sont innervés par le nerf suboccipital.

### Proprioception
Les muscles sous-occipitaux ont un rôle important dans la proprioception.
Ils possèdent une forte densité d'organes tendineux de Golgi et de fuseaux neuromusculaires. On pense que la proprioception est peut-être leur rôle principal permettant un positionnement précis de la tête sur le cou.

## Galerie

Position des muscles sous-occipitaux
Position des muscles sous-occipitaux
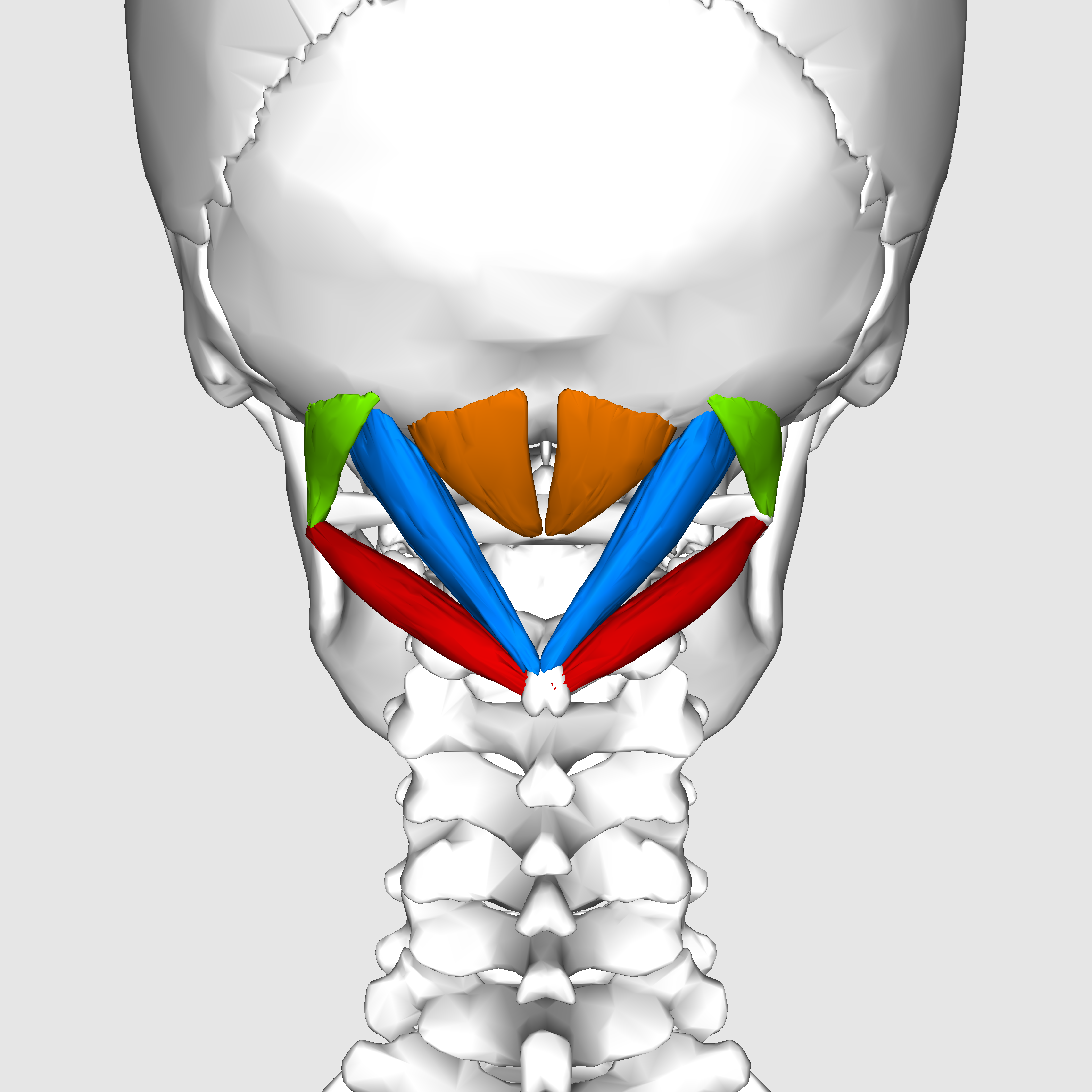
Position des muscles sous-occipitaux